# سيرغي لارين
سيرغي لارين (بالقازاقية: Сергей Юрьевич Ларин)‏ هو مدرب كرة قدم ولاعب كرة قدم كازاخستاني في مركز الوسط، ولد في 22 يوليو 1986 في ألماتي في كازاخستان. شارك مع منتخب كازاخستان لكرة القدم. أما مع النوادي، فقد لعب مع إف كي أتيراو ونادي آستانا.

## وصلات خارجية
- سيرغي لارين على موقع قاعدة بيانات كرة القدم.إي يو (الإنجليزية)
- سيرغي لارين على موقع ناشيونال فوتبول تيمز (الإنجليزية)
- سيرغي لارين على موقع Soccerway.com (الإنجليزية)